# Lijst van voetbalinterlands Australië - Oostenrijk (vrouwen)
Deze lijst van voetbalinterlands is een overzicht van alle officiële voetbalinterlands tussen de nationale vrouwenteams van Australië en Oostenrijk. De landen hebben tot nu toe één keer tegen elkaar gespeeld.

## Wedstrijden
| № | Plaats  | Datum        | Competitie        | Wedstrijd              | Uitslag |
| - | ------- | ------------ | ----------------- | ---------------------- | ------- |
| 1 | Villach | 7 april 2015 | Vriendschappelijk | Oostenrijk − Australië | 2 − 1   |

## Samenvatting
| Competitie        | Totaal gespeeld | Winst Australië | Gelijk | Winst Oostenrijk | Doelsaldo Australië – Oostenrijk |
| ----------------- | --------------- | --------------- | ------ | ---------------- | -------------------------------- |
| Vriendschappelijk | 1               | 0               | 0      | 1                | 1 − 2                            |
| Totaal            | 1               | 0               | 0      | 1                | 1 − 2                            |

FFA · A-internationals · Australisch mannenelftal
1975 – 1989 · 1990 – 1999 · 2000 – 2009 · 2010 – 2019 · 2020 – 2029
Amerikaans-Samoa ·
Argentinië ·
België ·
Brazilië ·
Canada ·
Chili ·
China ·
Colombia ·
Cookeilanden ·
Denemarken ·
Duitsland ·
Engeland ·
Equatoriaal-Guinea ·
Estland ·
Fiji ·
Filipijnen ·
Finland ·
Frankrijk ·
Ghana ·
Griekenland ·
Haïti ·
Hongarije ·
Hongkong ·
Ierland ·
Indonesië ·
Iran ·
Italië ·
Jamaica ·
Japan ·
Jordanië ·
Maleisië ·
Mexico ·
Myanmar ·
Nederland ·
Nieuw-Caledonië ·
Nieuw-Zeeland ·
Nigeria ·
Noord-Korea ·
Noorwegen ·
Oezbekistan ·
Oostenrijk ·
Papoea-Nieuw-Guinea ·
Portugal ·
Rusland ·
Samoa ·
Schotland ·
Singapore ·
Spanje ·
Taiwan ·
Thailand ·
Tsjechië ·
Verenigde Staten ·
Vietnam ·
Zambia ·
Zimbabwe ·
Zuid-Afrika ·
Zuid-Korea ·
Zweden ·
Zwitserland